# Shottle
Shottle est un village du Derbyshire, en Angleterre.
En 2011, sa population était de 266 habitants.